# Veniamin Symeonidis
Veniamin Symeonidis (26 augustus 1963) is een Griekse darter die uitkomt voor de Professional Darts Corporation (PDC). Hij is woonachtig in Duitsland.

## Carrière

### BDO
Symeonidis bereikte in 2016 de kwartfinales van de Romanian Classic.

### PDC
De Griek nam in 2018 deel aan de PDC Qualifying School. Daarnaast vertegenwoordigde hij samen met John Michael Griekenland op de World Cup of Darts in 2018, 2019 en 2020. Nadat het duo in 2018 en 2019 verloor in de eerste ronde, wist het door te stoten naar de tweede ronde in 2020. Ze versloegen de Zweden Daniel Larsson en Dennis Nilsson. In de tweede ronde werden Symeonidis en Michael verslagen door de Duitsers Max Hopp en Gabriel Clemens. 
In 2021 nam Symeonidis opnieuw deel aan de PDC Qualifying School en bereikte daarbij de laatste fase. Hij slaagde er echter niet in een tourkaart te bemachtigen. Hij neemt sindsdien deel aan de Challenge Tour.
In september 2021 vormde Symeonidis weer samen met John Michael het Griekse koppel op de World Cup of Darts. In de eerste ronde verloren zij met 5-2 in legs van het Belgische koppel, bestaande uit Kim Huybrechts en Dimitri van den Bergh.